# Иевлева, Александра Андреевна
Алекса́ндра Андре́евна И́евлева (род. 9 декабря 1987 года в Канске, Красноярский край) — российская фигуристка, выступавшая в одиночном катании. Победительница Кубка России (2006, 2009) и серебряный призёр чемпионата России (2007). После завершения соревновательной карьеры — хореограф и тренер по фигурному катанию.

## Биография
Отец Александры, Андрей Иевлев, закончил факультет аэромеханики и летательной техники МФТИ. Когда Александре было около трех лет, она с семьей переехала из родного Канска в подмосковный город Жуковский. Спустя три года семья переехала в Москву. Там у неё родилась младшая сестра.
Мать — Ольга Иевлева — по образованию дизайнер, помогала дочери в разработке костюмов для выступлений. Впоследствии шила наряды для учеников Александры.
Александра окончила режиссёрский факультет ГИТИСа по специальности балетмейстер.
В 2018 году у Александры родился первенец.

### Карьера
Александра начала кататься в возрасте восьми лет, в школе фигурного катания в Текстильщиках, где её первым тренером стала Вера Арутюнян. Впоследствии тренировалась у Рафаэля Арутюняна и Елены Чайковской, а осенью 2006 года перешла к Жанне Громовой. С шестнадцати лет самостоятельно ставила программы, не прибегая к помощи хореографов.
В 2006 году Александра впервые приняла участие в чемпионате России, на котором стала седьмой. В том же году она выиграла финал Кубка России.
В 2007 году на чемпионате России стала второй, при этом после короткой программы лидировала. Благодаря занятому призовому месту Александра получила возможность поехать на дебютный чемпионат Европы, на котором заняла одиннадцатое место.
В 2008 году Александру преследовали неудачи. Она стала седьмой на Гран-при США, затем только восьмой на чемпионате России и больше в том сезоне участия в международных соревнованиях не принимала.
В начале сезона 2008—2009 Александра выступила на турнире Nebelhorn Trophy, где стала пятнадцатой. На последнем в карьере чемпионате России заняла одиннадцатое место. В феврале 2009 года приняла участие в зимней Универсиаде, где стала десятой.
В сезоне 2009—2010 не совсем удачно выступала на этапах Кубка России. Была четвёртой на этапе в Самаре, пятой в Перми, восьмой в Казани и одиннадцатой в Москве, из-за чего не смогла отобраться для участия в национальном чемпионате.
С сезона 2010—2011 собиралась представлять на внутрироссийских соревнованиях Мордовию. Тренировалась в тот период самостоятельно в Саранске. Летом 2010 года ездила в США к своему бывшему наставнику Рафаэлю Арутюняну. На чемпионате России 2011 участия не приняла, впоследствии завершив спортивную карьеру.
По окончании соревновательной карьеры работала тренером в латвийском городе Озолниеки. На протяжении одного года вела группу разных возрастов, одной из учениц была Диана Никитина. Затем переехала в Анкару, за пять лет подготовив около пятнадцати фигуристов для национальной сборной Турции. После обострения внутриполитической ситуации знакомые пригласили её тренировать в ОАЭ, где располагались три катка — два в Дубае и один в Абу-Даби.
Более всего известна по сотрудничеству с эмиратской одиночницей Захрой Лари, благодаря которой Международный союз конькобежцев разрешил фигуристам выступать в хиджабах. Помимо непосредственно тренерской деятельности выступает в качестве хореографа и постановщика программ. Как хореограф работает на льду и вне льда, ведёт танцевальные классы, в основном контемпорари и хип-хоп.

### Результаты

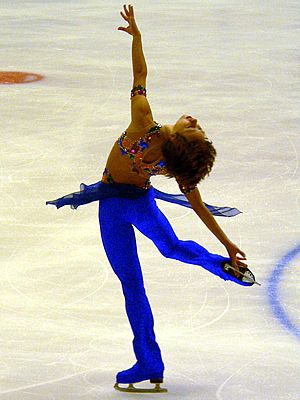
Выполняет заклон на Гран-при Хорватии среди юниоров (2005)

| Соревнования                | 04/05         | 05/06         | 06/07         | 07/08         | 08/09         |
| Международные               | Международные | Международные | Международные | Международные | Международные |
| --------------------------- | ------------- | ------------- | ------------- | ------------- | ------------- |
| Чемпионат Европы            |               |               | 11            |               |               |
| Гран-при США                |               |               |               | 7             |               |
| Nebelhorn Trophy            |               |               |               |               | 15            |
| Универсиада                 |               |               |               |               | 10            |
| Международные среди юниоров |               |               |               |               |               |
| Гран-при Румынии            |               |               | 17            |               |               |
| Гран-при Хорватии           |               | 6             |               |               |               |
| Golden Bear                 |               | 1             |               |               |               |
| Национальные                |               |               |               |               |               |
| Чемпионат России            |               | 7             | 2             | 8             | 11            |
| Финал Кубка России          | 6             | 1             | 3             | 4             | 1             |
| Национальные среди юниоров  |               |               |               |               |               |
| Первенство России           | 13            | 7             |               |               |               |